# Holy Smoke (singel Iron Maiden)
Holy Smoke (ang. święty dym) – 21. singel brytyjskiej heavymetalowej grupy Iron Maiden, promujący płytę No Prayer for the Dying. Jest to pierwszy singel na którym na gitarze grał Janick Gers. Singel zawiera dwa covery – „All In Your Mind” (ang. wszystko w twym umyśle) grupy Stray oraz „Kill Me Ce Soir” (ang. i fr. zabij mnie dziś wieczorem) grupy Golden Earring.
Tytułowy utwór, poza pierwotnym albumem, znalazł się także na kompilacjach Best of the Beast, Edward the Great i The Essential Iron Maiden.

## Utwory
- „Holy Smoke” (Steve Harris, Bruce Dickinson) – 3:50
- „All In Your Mind” (Del Bromham) – 4:31
- „Kill Me Ce Soir” (Barry Hay, George Kooymans, John Fenton) – 6:17

## Twórcy
- Bruce Dickinson – wokal
- Dave Murray – gitara
- Janick Gers – gitara
- Steve Harris – bas
- Nicko McBrain – perkusja